# Ron Rothstein
Ronald L. Rothstein, detto Ron (Bronxville, 27 dicembre 1942), è un ex cestista e allenatore di pallacanestro statunitense, professionista nella NBA. Fu il primo allenatore della storia dei Miami Heat.

## Biografia
Nato a Bronxville, nello stato di New York, Rothstein si diplomò alla Roosevelt High School di Yonkers (NY) nel 1960 e si iscrisse alla University of Rhode Island, giocando nella squadra di pallacanestro dell'ateneo, i Rams. Nell'anno da senior Rothstein fu il capitano della squadra. Si laureò nel 1964 in educazione fisica. Nel 1966 Rothstein conseguì un master in educazione fisica all'Hunter College.

## Carriera
Nel 1966 cominciò la sua carriera da allenatore presso la Eastchester High School di Eastchester (NY) dove rimase fino al 1976. Durante l'estate del 1967 fu anche direttore atletico del camp Ma-Ho-Ge a Bethel (NY). In seguito fu per una stagione assistente allenatore all'Upsala College, un'università di terza divisione NCAA, per poi diventare capo allenatore alla New Rochelle High School di New Rochelle (NY) dal 1976 al 1978. Dalla stagione 1978-79 Rothstein tornò alla Eastchester High dove rimase fino al giugno 1983 come allenatore della squadra di pallacanestro ed insegnante di educazione fisica.
In 1979 fu ingaggiato dagli Atlanta Hawks come scout e nel luglio 1983 fu nominato assistente allenatore.  Nel 1986 divenne assistente allenatore dei Detroit Pistons prima di diventare, nel 1988, il primo allenatore capo nella storia dei Miami Heat.
Allenò gli Heat per tre stagioni senza mai chiudere la stagione con un record vincente. Nella stagione 1990-91 Rothstein fu ingaggiato dalla NBC come commentatore televisivo delle partite dei Detroit Pistons. Nel 1992 Detroit gli offrì il ruolo di allenatore capo ma dopo una stagione fu esonerato. Nel 1993 divenne assistente allenatore dei Cleveland Cavaliers, franchigia con cui restò per sei stagioni. Nel 2000 fu nominato capo allenatore e general manager delle Miami Sol, squadra della WNBA in cui rimase per tutta la durata della franchigia (dal 2000 al 2003). Nel 2003 fu ingaggiato, sempre come assistente allenatore, dagli Indiana Pacers. Nel 2004 Rothstein tornò agli Heat come assistente dove rimase fino al 2014, con una parentesi da capo allenatore quando il 3 gennaio 2007 sostituì temporaneamente sulla panchina Pat Riley, che dovette assentarsi per sottoporsi ad un intervento a ginocchio ed anca.